# Juan del Encina
Pour les articles homonymes, voir del Encina.
Ne pas confondre avec l'écrivain jésuite espagnol Valentín Antonio de Céspedes, qui a écrit un livre en utilisant le pseudonyme « Juan de la Encina ».
Juan del Encina, né à Encina de San Silvestre (Salamanque) le 12 juillet 1468 et mort en 1529, est un poète, musicien, compositeur et dramaturge espagnol ayant vécu à l'époque des Rois catholiques.

## Biographie
Fils d'un cordonnier, son véritable nom était Juan de Fermoselle.
Il appartient, avec Juan de Anchieta entre autres, à la première époque de ce que l'on appelle l'école polyphonique castillane, une des plus importantes d'Espagne, et qui représente le meilleur de la tradition polyphonique de ce pays; il est considéré comme un des pères du théâtre espagnol. Il atteint des sommets dans ses gloses et villancicos.
Son lieu de naissance n'est pas bien connu. Certains auteurs le situent à Salamanque et d'autres dans un des villages de cette province qui contiennent le mot Encina dans leur nom comme Encina de San Silvestre ou La Encina.
Il étudie à l'Université de Salamanque, avec Nebrija. En 1492, il entre au service du second duc d'Albe don Fadrique de Toledo, à la cour duquel il est chargé d'organiser des fêtes et d'écrire des comédies et de la musique. En 1492 est représentée, pour la première fois, une de ses églogues au château de Alba de Tormes, la nuit de Noël.
Ne pouvant obtenir un poste de cantor à Salamanque, il part à Rome, où il réussit à être nommé cantor par le Pape Léon X. Il fait de nombreux voyages entre Rome et l'Espagne entre 1510 et 1519; vers 1518, il reçoit les ordres.
En 1519, il part en pèlerinage à Jérusalem où il chante sa première messe. Finalement, il se fixe à León pour être prieur de la cathédrale.
Il serait mort vers 1533 à Salamanque.

## Œuvres
En 1492, il donne une pièce dramatique Triunfo de la fama qui commémore la chute de Grenade. En 1496, il publie son Cancionero, une collection de poèmes dramatiques et lyriques.
Son Cancionero est précédé par un traité en prose (Arte de trobar) sur la condition de l'art poétique en Espagne. 
Ses quatorze pièces dramatiques marquent une transition entre les drames religieux et les pièces purement profanes. L' Aucto del Repelón et l' Égloga de Fileno dramatisent les aventures de bergers ; cette dernière pièce, de même que Plácida y Vitoriano, est très influencée par  la Célestine.

### Villancicos
- Hermitaño quiero ser
- No quiero tener querer[N 1]
- No quiero que me consienta[N 1]
- Partístesos, mis amores
- Todos los bienes del mundo
- Pues que ya nunca nos veis
- El que tal señora tiene
- Pues que mi triste penar
- Caldero y llave, madona
- Más quiero morir por veros
- Partir, coraçón, partir
- Revelóse mi cuidado
- No tienen vado mis males
- Tan buen ganadico
- Ay, triste, que vengo
- O, castillo de Montanges[N 1]
- ¡Cucú, cucú, cucucú!
- Ya no quiero tener fe
- Congoxa más que crüel
- Razón que fuerça no quiere
- Serviros i bien amaros
- Fata la parte
- Pues no te duele mi muerte
- Pues amas, triste amador[N 1]
- No se puede llamar fe[N 1]
- Si abrá en este baldrés
- Ya no quiero ser vaquero
- Paguen mis ojos, pues vieron
- Para verme con ventura
- Ya no spero qu'en mi vida
- Ya cerradas son las puertas
- Amor con fortuna
- Vuestros amores é, señora

### Romances
- Yo me estava reposando
- Señora de hermosura
- Una sañosa porfía

### Romance a diálogo (Romance dialoguée)
- Pésame de vos, el conde

### Canciones (Chansons)
- Pues que jamás olvidaros
- Es la causa bien amar
- Los sospiros no sosiegan
- Mortal tristura me dieron

### Vegadas
- Ya soy desposado
- Una amiga tengo, hermano
- Antonilla es desposada
- Quédate, carillo, adiós

### Villancicos a diálogo
- Romerico, tú que vienes
- Dezidme, pues sospirastes
- Pedro, bien te quiero
- Remediad, señora mía[N 1]
- Pelayo, ten buen esfuerço

### Dezir y cantar
- Despierta, despierta tus fuerças, Pegaso
- Triste España sin ventura
- A tal pérdida tan triste

### Cantates
- ¿Qu'es de tí, desconsolado?
- Levanta, Pascual, levanta
- ¿A quién devo yo llamar?
- Por vnos puertos arriba[N 2]
- ¿Quién te traxo, cavallero?
- Mi libertad en sossiego
- Si amor pone las escalas
- Soy contento, vos servida
- Más vale trocar
- Aye triste que vengo
- ¡O, Reyes Magos benditos!
- Por muy dichoso se tenga[N 1]
- Pues que tú, Reyna del cielo[N 1]
- El que rige y el regido

### Villancicos bipartidos
- Nuevas te trayo, carillo
- Dacá, baylemos, carillo

### Villancicos de Églogas
- Ninguno cierre las puertas
- Gran gasajo siento yo[N 1]
- Gasagémonos de huzia
- Oy comamos y bevamos